# Energie
Energie é uma marca italiana de vestuário para homens criada em 1991. 

## Origem
Energie nasceu a partir de uma colaboração entre Vicky Hassan e Renato Rossi. 

## Posição
Energie é uma marca de roupa masculina do grupo Sixty que também é proprietária das marcas de vestuário para mulheres, Miss Sixty e Killah. A produção é principalmente de jeans. 

## Lojas
Energie possui 7000 lojas em todo o mundo.